# Стайко Неделчев
Стайко Неделчев Николов е български политик и дипломат, 54-ти кмет на Бургас в периода 6 юни – 29 август 1949 година.

## Биография
Роден е на 18 май 1914 г. в новозагорското село Близнец. През 1930 г. започва да учи в Занаятчийското столарско училище в Сливен. Тук става председател на Туристическото и Въздържателното дружество. От 1934 г. е член на РМС, а от 1935 г. на Комсомола. След това учи в средното Художествено училище за вътрешна архитектура и мебелировка. От 1939 г. живее в Бургас и започва работа в жп работилница. От 1941 г. е секретар на Районен комитет в Бургас. От 1942 до 1943 г. е член на Окръжния комитет на БКП в Бургас. Осъден е от военен съд на 15 години затвор.
Излиза на свобода на 9 септември 1944 г. Тогава става първи секретар на Градския комитет на БКП в Бургас. От 1949 г. е секретар на ОК на БКП, отговарящ за пропагандата и агитацията. В периода 6 юни – 29 август 1949 г. е председател на градския народен съвет (кмет) на Бургас. От 1949 до 1951 г. учи във Висшата партийна школа в Москва. В периода 1951 – 1963 е председател на Изпълнителния комитет на Общинския народен съвет.
Между 1963 и 1969 г. е посланик на България в Чехословакия, а от 1969 до 1972 г. и в Либия. След това до 1974 работи в Министерството на външните работи. С указ № 4521 от 21 декември 1984 е получава Орден „Герой на социалистическия труд“. Бил е първи секретар на Окръжния комитет на БКП в Бургас. Носител е на два ордена „Народна република България“ I ст., „Народна свобода 1941 – 1944 г.“ и орден „Георги Димитров“ (1974). Умира в Бургас.